# 约瑟夫城剧院

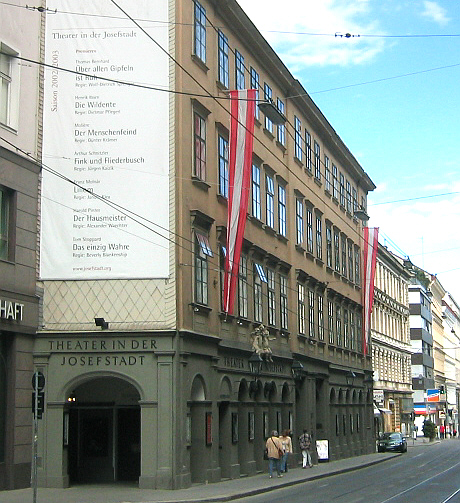
约瑟夫城剧院

约瑟夫城剧院（Theater in der Josefstadt）是一座剧院，位于维也纳第八区（约瑟夫城）。它成立于1788年，是维也纳最古老的仍在演出的剧院。 
1822年改建之后，在此演出歌剧。包括贝多芬、梅耶贝尔和瓦格纳的作品。1858年以后不再演出歌剧，专门演出戏剧和喜剧。 